# Douglas M-1
Los Douglas Mailplane fueron una familia estadounidense de aviones postales monoplazas de los años 20 del siglo XX, diseñados y construidos por la Douglas Aircraft Company. Los aviones fueron usados para realizar las rutas principales del servicio de Correo Aéreo de los Estados Unidos hasta la introducción de aviones trimotores en 1928.

## Diseño y desarrollo
El Servicio Postal de los Estados Unidos había estado realizando el servicio de correo aéreo desde 1918, usando principalmente variantes del biplano de Havilland DH.4. En 1925, decidió modernizarse y emplazó una orden a Douglas por un avión basado en el biplano de observación Douglas O-2. La compañía modificó un O-2, cubriendo la cabina delantera para convertirla en un compartimiento para el correo, y moviendo al piloto hacia lo que había sido la cabina del observador. El avión fue designado DAM-1 (Douglas Air-Mail-One), pero pronto fue acortado a M-1. El M-1 usaba el mismo motor Liberty que el DH.4, el cual estaba disponible en grandes cantidades. Se realizaron pequeñas modificaciones en el sistema de escape para mantener los humos alejados del piloto, y aunque el diseño fue considerado un éxito, no se ordenó su producción.
Cuando se introdujeron las rutas del Contrato de Correo Aéreo (Contract Air Mail, CAM), la recién formada Compañía Western Air Express (más tarde Western Airlines) ordenó seis aviones postales con la designación M-2. El principal cambio respecto al M-1 era que el radiador de túnel fue reemplazado por uno de tipo frontal. También tenía la provisión de llevar un pasajero en lugar del correo en la cabina delantera. Justo antes de que la Western Air Express pusiera el avión en servicio (en abril de 1926, de Los Ángeles a Salt Lake City), el Servicio Postal ordenó 50 aviones designados M-3 para su red principal de rutas.
Douglas rediseñó el M-3 para intentar incrementar la carga útil, y el nuevo avión fue designado M-4. El M-4 tenía una nueva ala de mayor envergadura y el Servicio Postal convirtió algunos de los M-3 ordenados para que fueran construidos como M-4. También un M-4 fue comprado por la Western Air Express, y fue designado M-4A.
Cuando la ruta CAM-3 (Chicago-Dallas) fue traspasada a la National Air Transport Inc (NAT) en octubre de 1925, la línea aérea usaba originalmente el Curtiss Carrier Pigeon. Cuando el Servicio Postal retiró sus aviones en julio de 1926 tras privatizarse todas las rutas, NAT compró diez M-3 y ocho M-4 en subasta. NAT compró otros aviones y en un momento dado tenía una flota de 24 aviones de correos Douglas en uso. Algunos de los M-3 de la NAT fueron modificados por la misma compañía, con alas de mayor envergadura, desde 1928 en adelante. Un M-4 fue remotorizado por NAT con un motor radial Pratt & Whitney Hornet. Con la introducción de modelos de aviones trimotores a comienzos de 1928, los aviones postales Douglas fueron retirados del servicio; algunos fueron vendidos, pero la mayoría fueron desguazados.

## Variantes

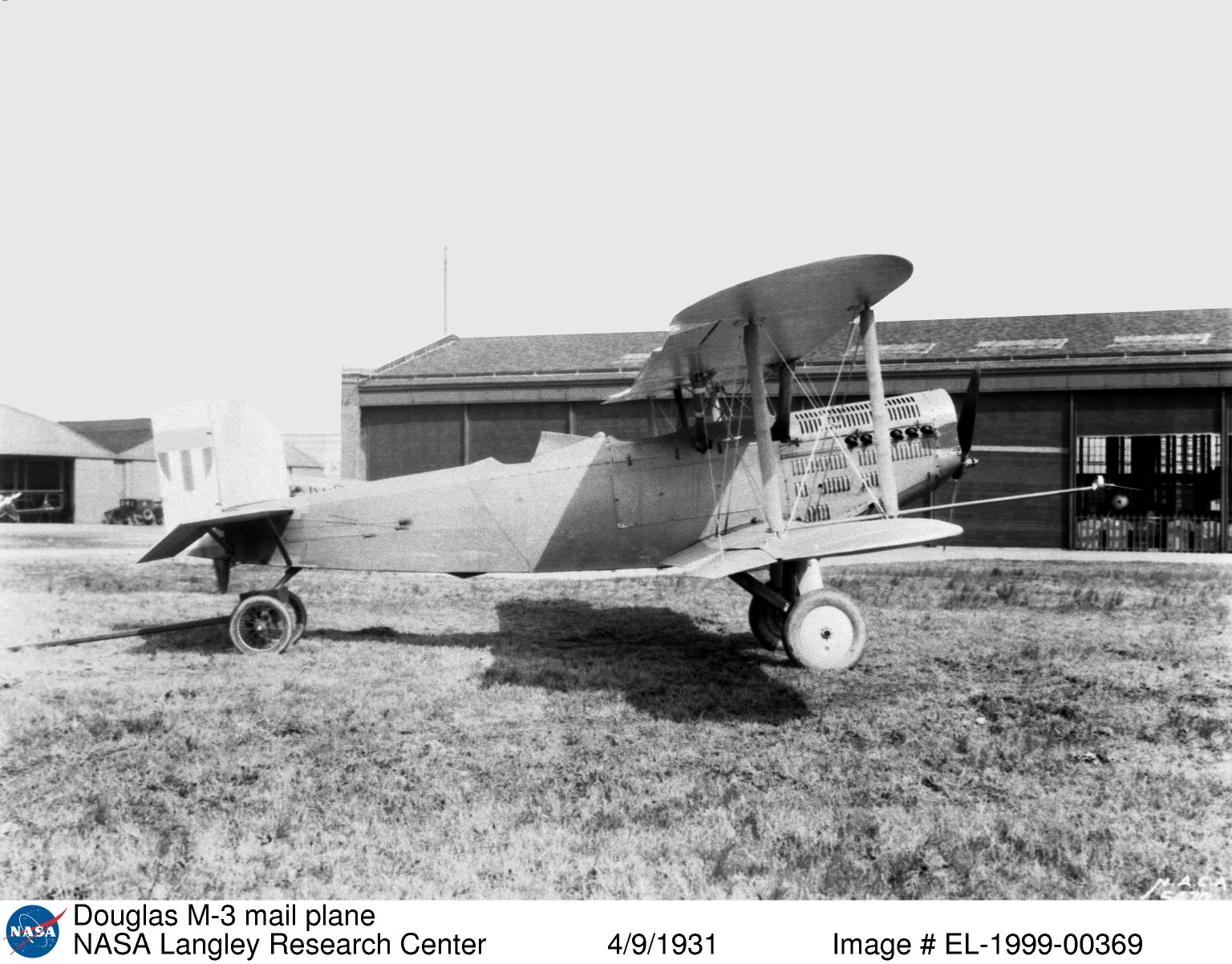
Douglas M-3 en Langley.

DAM-1, M-1
Prototipo de avión postal modificado desde el Douglas O-2, uno construido.
M-2
Aviones postales de producción para la Western Air Express, seis construidos.
M-3
Aviones postales de producción para el Servicio Postal de los Estados Unidos, diez construidos.
M-4
Avión postal modificado con alas alargadas para el Servicio Postal de los Estados Unidos, cuarenta construidos.
M-4A
M-4 modificado con motor Liberty 12A de 425 hp, vendido a la Western Air Express, uno convertido.
M-4S
M-4 modificado con motor P&W Hornet A de 525 hp, uno convertido.

## Operadores
Estados Unidos
- National Air Transport
- United States Post Office
- Western Air Express

## Especificaciones (M-4)
Referencia datos: The Illustrated Encyclopedia of Aircraft (Part Work 1982-1985), 1985, Orbis Publishing, Page 1574, McDonnell Douglas Aircraft since 1920.

### Características generales
- Tripulación: Uno (piloto).
- Longitud: 8,81 m
- Envergadura: 13,56 m
- Altura: 3,07 m
- Superficie alar: 43,2 m²
- Peso vacío: 1544 kg
- Peso cargado: 2223 kg
- Planta motriz: 1× Motor lineal V-12 Liberty L-12.
  - Potencia: 298 kW (400 hp)

### Rendimiento
- Velocidad nunca excedida (Vne): 225 km/h
- Velocidad crucero (Vc): 177 km/h
- Alcance: 1127 km
- Techo de vuelo: 5030 m (16500 pies)
- Régimen de ascenso: 5,1 m/s (1000 pies/min)